# Dibrivka, Bahciîsarai
Dibrivka (în ucraineană Дібрівка) este un sat în comuna Plodove din raionul Bahciîsarai, Republica Autonomă Crimeea, Ucraina.

## Demografie
Componența lingvistică a localității Dibrivka
     Rusă (69,66%)
     Ucraineană (18,11%)
     Tătară crimeeană (11,91%)
     Alte limbi (0,32%)
Conform recensământului din 2001, majoritatea populației localității Dibrivka era vorbitoare de rusă (69,66%), existând în minoritate și vorbitori de ucraineană (18,11%) și tătară crimeeană (11,91%).